# Sipylos (Gebirge)

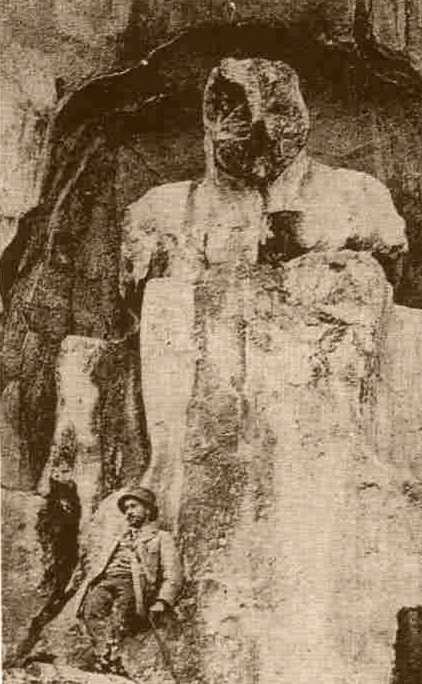
Felsrelief von Manisa

Der Sipylos (altgriechisch Σίπυλος (m. sg.)) war in der antiken Geographie die Bezeichnung für ein Gebirgsmassiv in Lydien. Es befand sich südlich des Hermos, heute des Gediz, und nördlich von Smyrna, dem heutigen Izmir.
Insbesondere verstand man unter dem Sipylos den östlich gelegenen Spil Dağı, aber auch der westliche Yamanlar Dağı galt als Teil des Gebirges. Nördlich davon lag Magnesia am Sipylos.

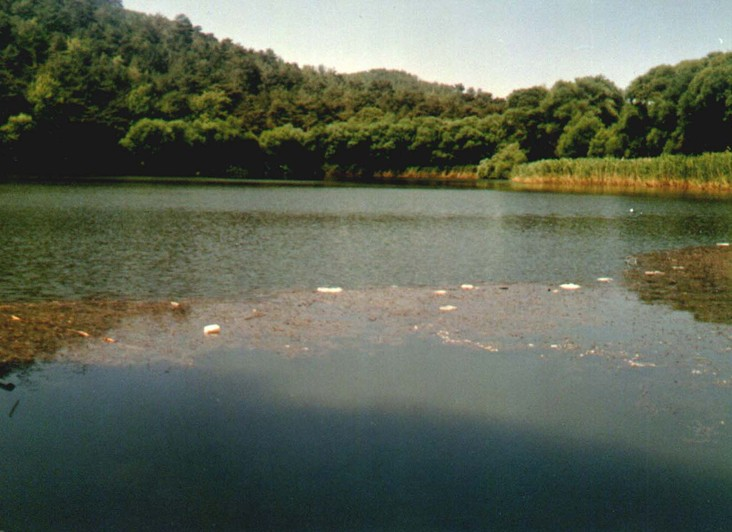
Kara Göl

Auf dem Sipylos befand sich der Saloë-See, der die Stadt Sipylos und deren Vorgängerin Tantalis, die Stadt des mythischen Frevlers Tantalos, verschlungen hatte. Dieser See wird mit dem Karagöl („schwarzer See“), einem Kratersee auf dem Gipfel des Yamanlar Dağı, identifiziert.
Am Hang des Sipylos befindet sich das schon im Altertum beschriebene Felsrelief von Manisa, das eine sitzende Figur zeigt. Es konnte auf Grund zweier Inschriften als hethitisch bestimmt werden, die Deutung ist umstritten.
Eine spätere Überlieferung besagt gemäß Ovid, dass Niobe, deren zweitältester Sohn ebenfalls den Namen Sipylos (Metamorphosen VI, 231) trägt, vom Berg Sipylus stammt und dort versteinert zurückblieb (Metamorphosen VI, 149).